# Кокпекти (Мартукский район)
Кокпекти (каз. Көкпекті, до 2009 г. — Целинное) — аул в Мартукском районе Актюбинской области Казахстана. Входит в состав Жайсанского сельского округа. Код КАТО — 154639500.

## Население
В 1999 году население села составляло 312 человек (158 мужчин и 154 женщины). По данным переписи 2009 года, в селе проживали 203 человека (109 мужчин и 94 женщины).